# Carcass
I Carcass sono una band britannica nata nel 1985 a Liverpool.
Sono annoverati tra i padri fondatori del genere grindcore, e tra i pionieri del death metal melodico con il loro album Heartwork del 1993.

## Storia del gruppo

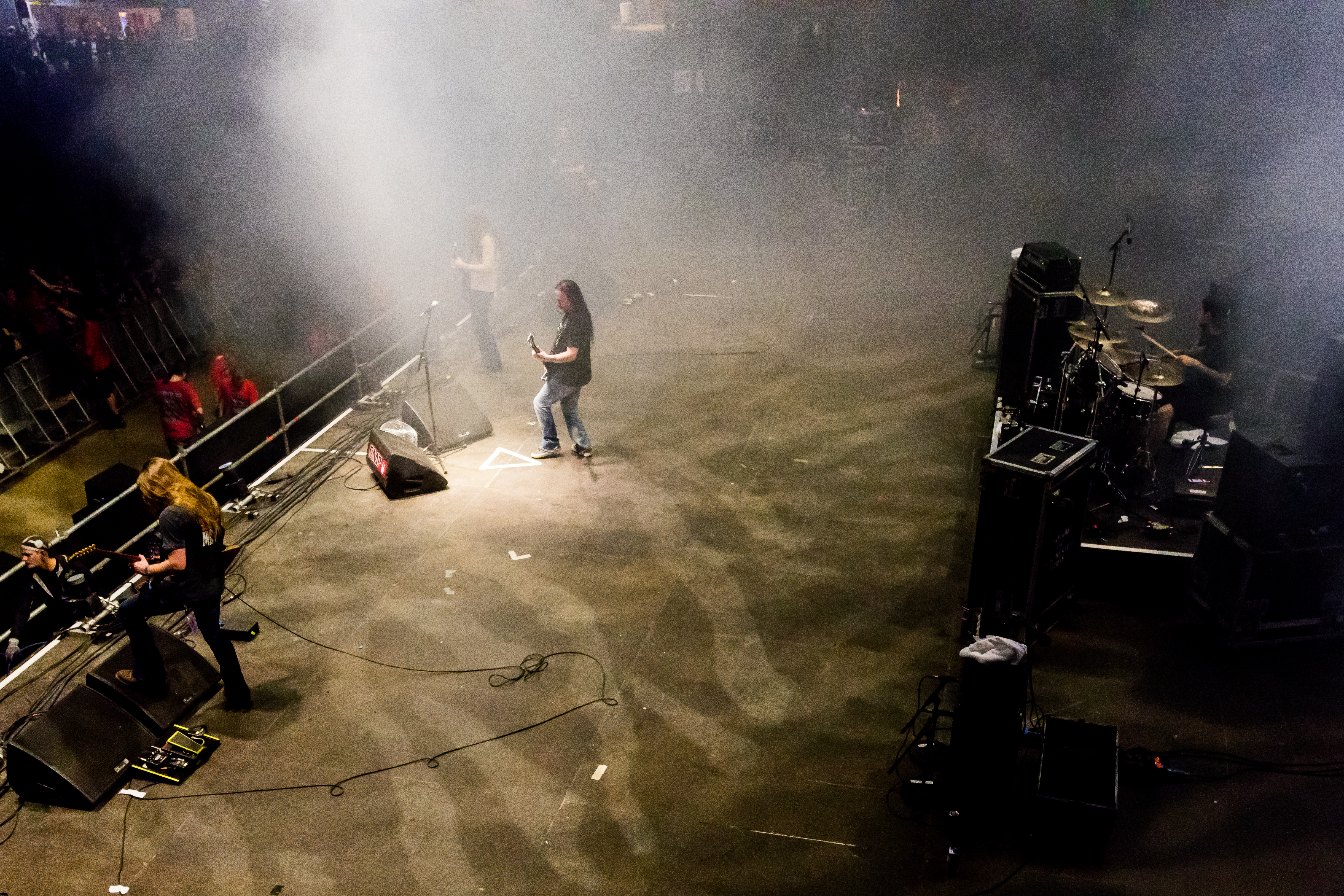
I Carcass al Summer Breeze Festival 2016

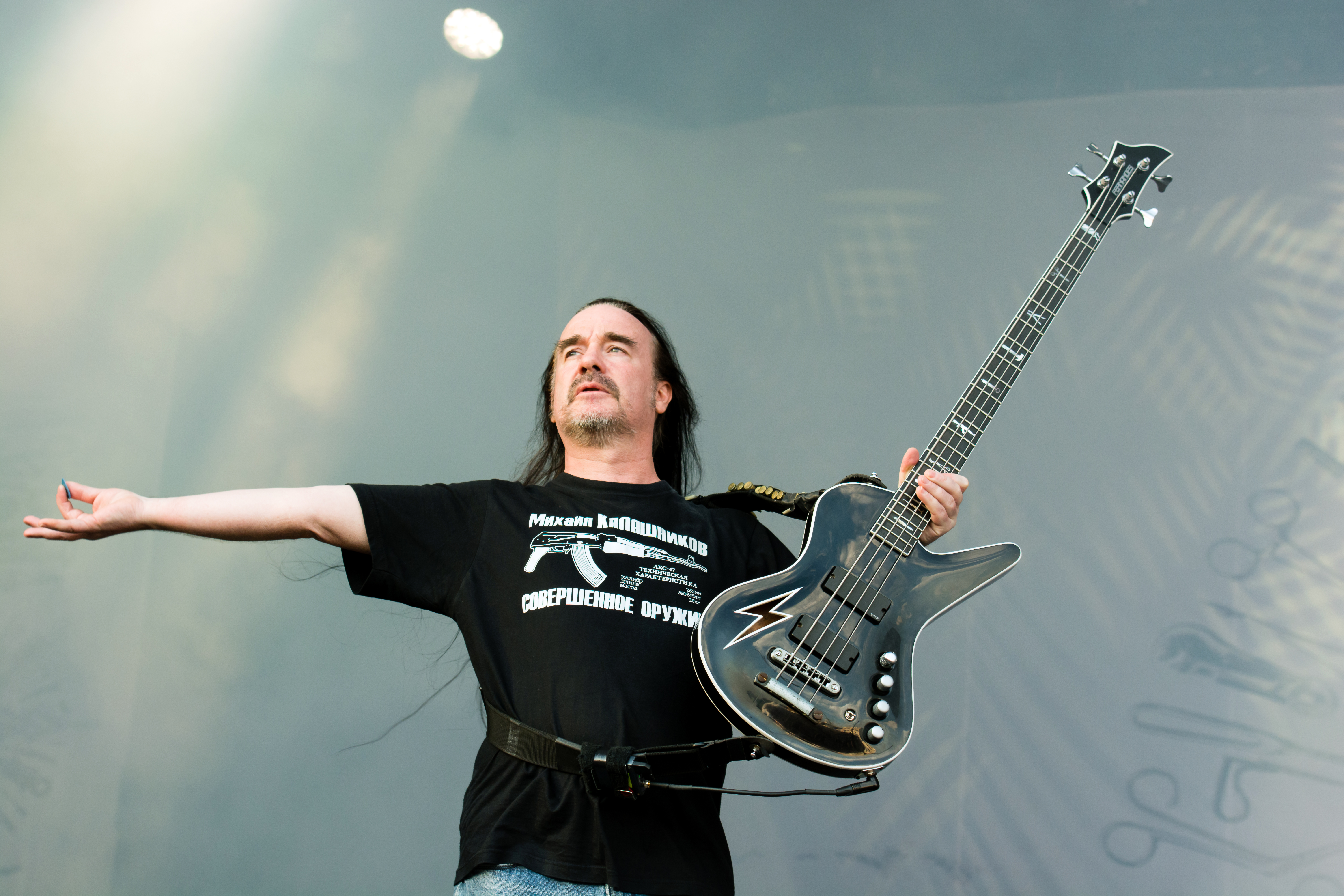
Jeff Walker

I Carcass nascono a Liverpool nella seconda metà degli anni ottanta grazie all'ex componente degli Electro Hippy Jeff Walker (basso), Ken Owen (batteria) e Bill Steer (chitarra), allora componente dei Napalm Death.
In precedenza erano una band dedita ad un classico hardcore punk, chiamata Disattack e attiva dal 1985. Jeff Walker si unì al gruppo solamente dopo l'uscita del loro primo ed unico demo datato 1986, intitolato A Bomb drops..

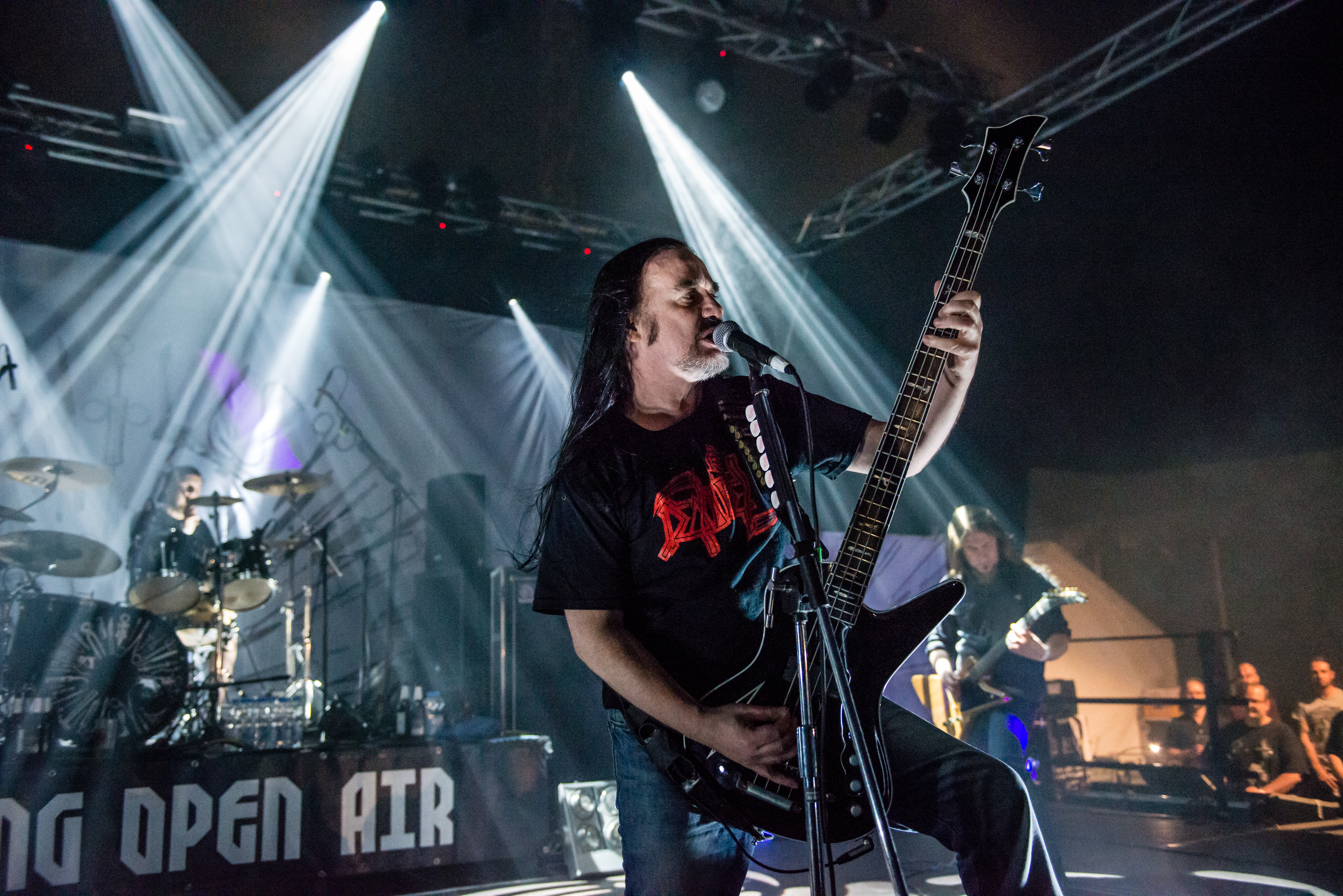
I Carcass al Dong Open Air 2015

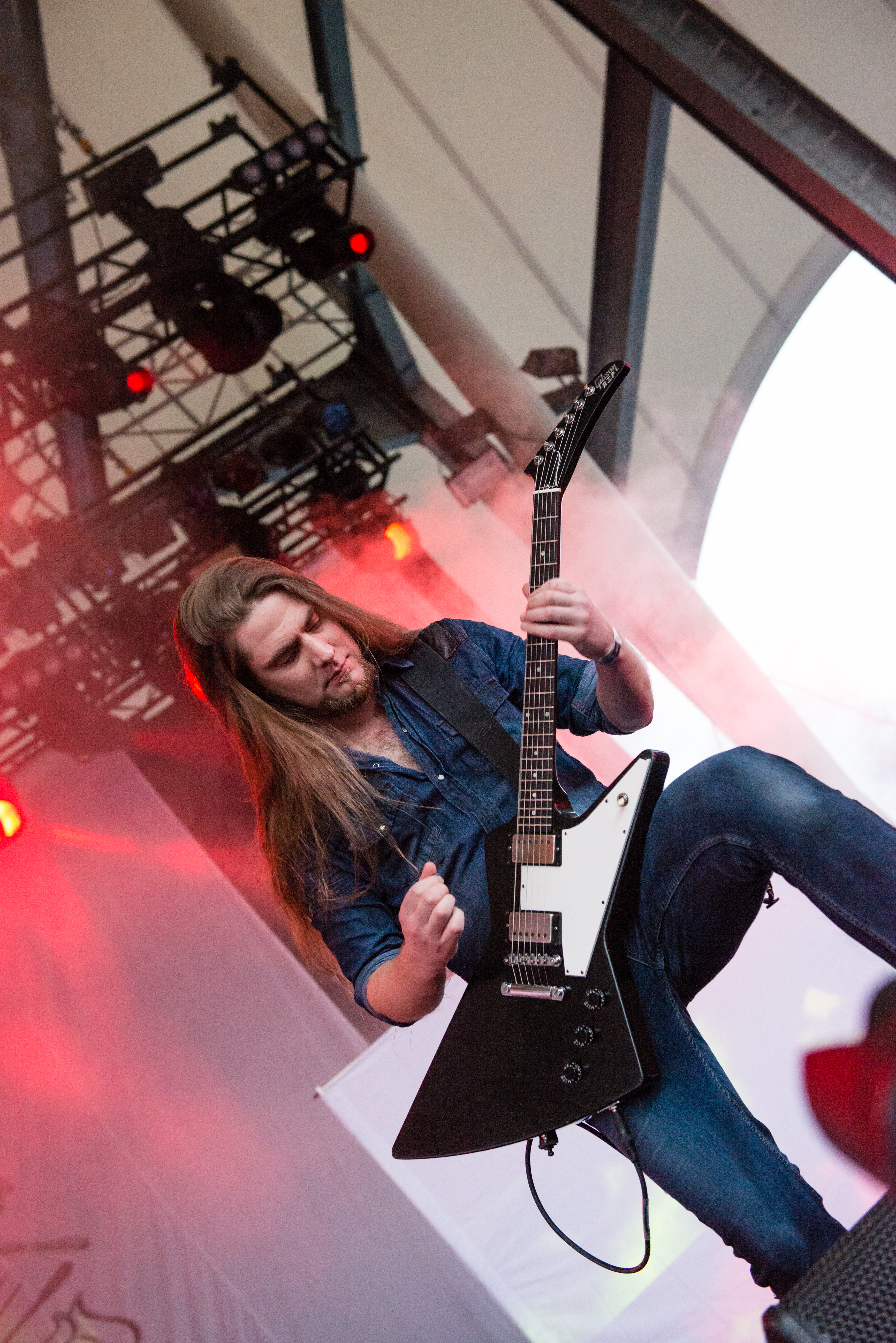
Ben Ash col gruppo al Rock Hard Festival 2014

I Carcass propongono musica grindcore a cui uniscono un immaginario testuale fatto di espliciti riferimenti al mondo della medicina e dell'anatomia: metafora della società moderna, in contrasto con il pensiero benpensante. Il loro disco d'esordio è del 1988 e porta l'esplicito titolo Reek of Putrefaction ("Puzza di Putrefazione"). A breve segue Symphonies of Sickness. Il disco d'esordio consta di 22 tracce, mentre già la seconda opera presenta una diversificazione: i pezzi sono 10, molto più lunghi ed elaborati. La musica è velocissima e viene supportata da un gutturale uso delle vocals.

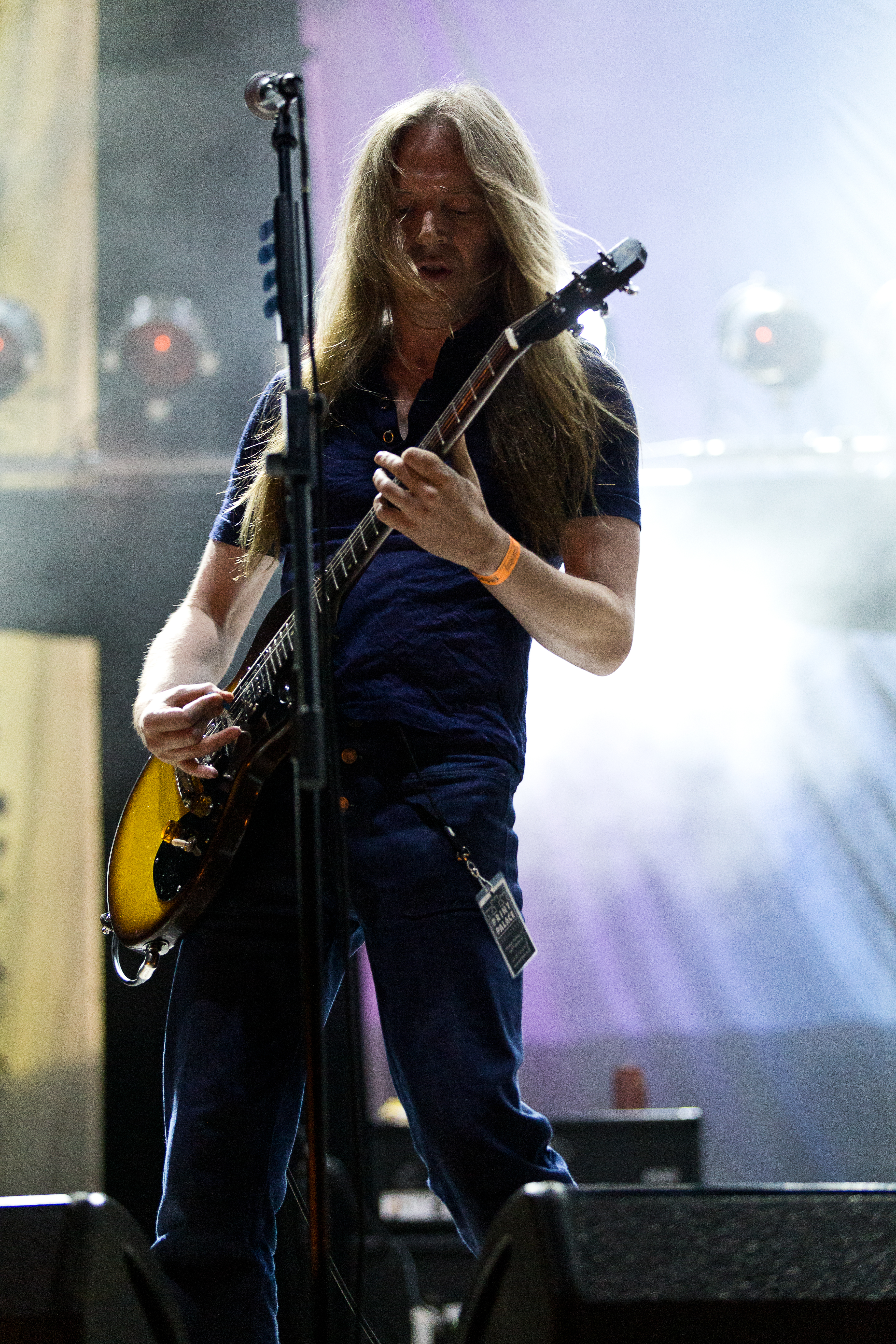
Bill Steer al Party.San Open Air 2016

Il disco della svolta è la loro terza opera Necroticism - Descanting the Insalubrious. La band vede entrare nelle proprie file lo svedese Michael Amott, proveniente dai seminali Carnage. I brani si fanno più cadenzati e il disco segna il definitivo ingresso dei 4 nei canoni del death metal. Le canzoni sono lunghe (6 minuti e più) ed intricate. I testi e le immagini del booklet continuano tuttavia a rimandare a testi di anatomia e a schizofreniche visioni di malattie e devastazioni.
Nel 1993 pubblicano il loro quarto album, Heartwork. Il disco si avvale in copertina di un'opera dell'artista svizzero Giger e della produzione di Colin Richardson. Il lavoro sarà di ispirazione per la nuova ondata del death metal svedese della seconda metà dei novanta. I testi sono più seri, sono molto "politici", pur rimanendo oscuri e criptici. I Carcass firmarono per una major, ma rimasti delusi dal trattamento loro riservato, scelgono di tornare alla Earache, l'etichetta grind che li lanciò. Dopo vari rinvii esce il disco Swansong, ma di lì a poco la band si scioglie. Amott aveva lasciato la band (rimpiazzato da Carlos Regades) prima delle registrazioni e dopo poco anche Steer lascia. Jeff Walker, Regades e Ken Owen daranno vita ai Blackstar che riprendono le sonorità di Swansong, ma che dopo un buon esordio si sciolgono. Steer invece si dedicherà ai settantiani Firebird. Amott è tuttora impegnato con Arch Enemy e Spiritual Beggars.
Il 5 ottobre 2007 i Carcass comunicano il loro ritorno sulle scene, annunciando un tour che farà tappa nei principali festival metal estivi del 2008. La formazione è quella storica ad eccezione del batterista, Ken Owen, colpito nel 1999 da emorragia cerebrale, che l'avrebbe fatto restare dieci mesi in coma; verrà sostituito da Daniel Erlandsson, già compagno di Michael Amott negli Arch Enemy.
A novembre, Jeff Walker dichiara che la band è in studio con il produttore Colin Richardson (già all'opera con Napalm Death, Fear Factory e Machine Head) e si prepara ad incidere un nuovo album che vede la luce nel 2013 sotto il titolo di Surgical Steel. I Carcass tornano ad essere un trio (almeno in studio) composto da Walker, Steer e dal batterista Daniel Wilding. Amott ed Erlandsson non fanno invece parte del progetto in quanto impegnati con le rispettive band. Il gruppo si imbarca quindi in un tour in promozione del nuovo disco, ed è attivo dal vivo sino al 2016. Nel marzo 2018 Ben Ash annuncia la sua uscita dai Carcass; verrà sostituito da Tom Draper (già nei Pounder e negli Angel Witch). Il gruppo rientra quindi in studio per lavorare a un nuovo album di inediti, solo per poi trovarsi costretti a bloccarne la produzione a causa della pandemia di COVID-19. Il 30 ottobre 2020 viene comunque pubblicato un EP con quattro brani, intitolato Despicable.
Il 17 settembre 2021 il gruppo riesce finalmente a pubblicare il suo settimo album in studio, Torn Arteries, a otto anni di distanza dal suo predecessore. Il gruppo torna inoltre negli Stati Uniti nella primavera del 2022 con un tour da headliner dopo 6 anni di assenza, e continua a promuovere dal vivo il nuovo disco in Europa per il resto dell'anno.

## Formazione

### Formazione attuale
- Bill Steer - voce, chitarra (1987–1995, 2007–oggi)
- Jeff Walker - voce, basso (1987–1995, 2007–oggi)
- Daniel Wilding - batteria (2012–oggi)
- Ben Ash – chitarra (2013–oggi)

### Ex componenti
- Ken Owen - batteria, voce (1987 - 1995)
- Mike Hickey - chitarra (1993 - 1994)
- Carlo Regadas - chitarra (1994 – 1995)
- Sanjiv - voce (1987)
- Michael Amott - chitarra  (1990–1993, 2007–2012)
- Daniel Erlandsson - batteria (2007–2012)

## Discografia

### Album in studio
- 1988 - Reek of Putrefaction
- 1989 - Symphonies of Sickness
- 1991 - Necroticism - Descanting the Insalubrious
- 1993 - Heartwork
- 1996 - Swansong
- 2013 - Surgical Steel
- 2021 - Torn Arteries

### Raccolte
- 1996 - Wake Up and Smell the... Carcass
- 1997 - Best of Carcass
- 2004 - Choice Cuts
- 2014 - Surgical Remission/Surplus Steel
- 2016 - The Best of Carcass

### EP
- 1989 - The Peel Sessions
- 1992 - Tools of the Trade
- 1993 - The Heartwork EP
- 2020 - Despicable

### Split
- 1992 - Gods of Grind (con Entombed, Confessor e Cathedral)

### Demo
- 1987 - Flesh Ripping Sonic Torment
- 1988 - Symphonies of Sickness